# Baker & McKenzie
Baker & McKenzie é um escritório de advocacia internacional, fundado em Chicago em 1949 por Russell Baker e John McKenzie. O escritório conta com mais de 4.100 advogados distribuídos por 76 escritórios em 47 países.
Como uma operação transnacional, o escritório não possui uma única nacionalidade e mais de 80 por cento dos seus advogados atuam fora dos Estados Unidos. Os advogados provêm de 60 países e falam mais de 75 idiomas, com o inglês em comum.
A empresa faturou US2,54 bilhões em receita no ano fiscal de 2014. Dentre os escritórios de advocacia nos EUA, Baker & Mckenzie é o maior escritório por número de advogados e, desde 2012, o maior por receita.